# آزاد البرازي
آزاد البرازي (بالإنجليزية: Azad Al-Barazi)‏ (مواليد 4 يناير 1988-) في الرياض هو سبّاح سوري-أمريكي من مدينة عين العرب (كوباني) متخصص في سباحة الصدر. يحمل آزاد الجنسيتين السورية والأمريكية. شارك في الألعاب الأولمبية الصيفية 2012 ضمن منافسة 100 متر صدر حيث جاء في المرتبة التاسعة والثلاثين ولم يتمكن من بلوغ نصف النهائيات.

## ميداليات أحرزها
- في بطولة نيوزيلندا الدولية 2017
أحرز ذهبية سباق 50 متر صدر وفضية سباق 100 متر صدر وبرونزية سباق 200 متر صدر.
- دورة ألعاب التضامن الإسلامي الرابعة في باكو 2017
أحرز ثلاث ميداليات برونزية حيث حقق المركز الثالث في سباق 50 مترا و100 متر و200 متر صدر.
- بطولة آسيا التي أقيمت في أوزبكستان 2017
حقق الميدالية البرونزية لسباق 50 مترا صدر. 

## وصلات خارجية
- آزاد البرازي على موقع الاتحاد الدولي للسباحة (الإنجليزية)
- آزاد البرازي على موقع SwimRankings.net (الإنجليزية)
- آزاد البرازي على موقع اللجنة الأولمبية الدولية (الإنجليزية)
- آزاد البرازي على موقع أوليمبيديا (الإنجليزية)

- NBC Olympics Profile
- آزاد البرازي على تويتر.